# Seca
Seca – struga, prawy dopływ Zwleczy o długości 10,77 km.
Struga bierze początek na północ od wsi Wałkonowy Dolne w województwie świętokrzyskim i biegnie w kierunku północno-zachodnim. Opływa od zachodu wieś Marchocice i po minięciu wsi Międzylesie, po ok. dwóch kilometrach wpada do Zwleczy.